# Adamów (Tomaszów Mazowiecki)
Pour les articles homonymes, voir Adamów.
Adamów est une localité polonaise de la gmina de Budziszewice, située dans le powiat de Tomaszów Mazowiecki en voïvodie de Łódź.